# Kaisheim
Kaisheim è un comune tedesco di 4 291 abitanti, situato nel land della Baviera. Durante la seconda guerra mondiale alcuni prigionieri politici italiani furono deportati a kaisheim. Degna di nota l'Abbazia di Kaisheim.